# Isadelphina cheilosema
Isadelphina cheilosema är en fjärilsart som beskrevs av George Francis Hampson 1926. Isadelphina cheilosema ingår i släktet Isadelphina och familjen nattflyn. Inga underarter finns listade i Catalogue of Life.